# Artamanen
Als Artamanen bezeichneten sich die Mitglieder des formal 1926 in München gegründeten Bund Artam e. V., eines radikal-völkischen Siedlungsbundes im völkischen Flügel der deutschen Jugendbewegung. Er wurde 1934 in die Hitlerjugend eingegliedert.

## Bezeichnung
Die Namensgebung bezog sich unmittelbar auf einen Aufruf von Willibald Hentschel, der in den Blättern aus Niegard 2 (1923) gefordert hatte: „Eine ritterliche deutsche Kampfgemeinschaft auf deutscher Erde – ich nenne sie Artam.“ Wilhelm Kotzde-Kottenrodt und Bruno Tanzmann druckten im Frühlingsheft 1924 der Deutschen Bauernhochschule diesen Aufruf nach und richteten ihn an die gesamte völkische Jugendbewegung.
Spätere Deutungen von „Artam“ versuchten die Namensgebung auf die althochdeutschen Wörter art (Ackerbau) und manen (Männer) zurückzuführen. Jedoch hatte Hentschel „Artam“ bereits vor 1910 und später in verschiedenen Auflagen von Varuna angeblich aus dem Persischen abgeleitet, aber in den verschiedenen Auflagen mit unterschiedlichen Deutungen. Das legt nahe, dass es sich um ein von ihm geschaffenes Kunstwort handelt. Die Parole der Artamanen lautete: „Gläubig dienen wir der Erde und dem großen deutschen Werde!“

## Ideologie
Die Gruppe vertrat eine völkische, agrarromantische Blut-und-Boden-Ideologie und propagierte einen freiwilligen Arbeitsdienst in der Landwirtschaft. Nach ihrem Selbstverständnis bedeutete Artam „die Erneuerung aus den Urkräften des Volkstums, aus Blut, Boden, Sonne und Wahrheit“. Die Artamanen strebten an, in den deutschen Ostprovinzen in einer möglichst autarken Gemeinschaft zu leben, auf dem Lande und von bäuerlicher Tätigkeit, um auf diese Weise einen Wall gegen das Eindringen und die Beschäftigung von polnischen Saisonarbeitern zur Erntezeit zu bilden. Die Gemeinschaft der Artamanen war seit 1927 hierarchisch nach dem Führerprinzip gegliedert. Nach ihrer Überzeugung würde sich das Schicksal Deutschlands nicht im Westen entscheiden, nicht an Rhein und Ruhr, sondern an der Weichsel und Memel.

## Geschichte

### Anfänge
Innerhalb der Bündischen Jugend etablierte sich ab etwa 1923 die Idee der Grenzlandfahrten in Gebiete, die das Deutsche Reich im Ersten Weltkrieg verloren hatte, um diese an die Nation zu binden. Zwischen den beteiligten Bünden und den Artamanen gab es enge personelle Verbindungen, so dass die Grenzlandfahrten als Vorläufer der oder parallele Entwicklungen zur angestrebten Ostsiedlung gesehen werden können.
Die erste Artamanschaft kam im April 1924 auf dem Rittergut Limbach in Sachsen unter Leitung des Siebenbürgener Jungbauern August Georg Kenstler zum Einsatz. Ihr folgten weitere Gruppen. 1926 wurde ein Stand von 650 Freiwilligen auf 65 Gütern und Höfen erreicht, 1929, auf dem Höhepunkt der Bewegung, waren es rund 2.000 auf rund 300 Gütern.
Die Großgrundbesitzer im Osten bezahlten die Freiwilligen jedoch oftmals schlecht, gaben ihnen schlechte Unterkünfte und behandelten sie auch schlecht. Deshalb ging der Bund Artam dazu über, die Einkünfte der Mitglieder, bis auf ein kleines Taschengeld, in eine gemeinsame Kasse einzuzahlen. Aus diesen Mitteln wurden heruntergekommene Großgüter aufgekauft und in einer mehrjährigen Übergangszeit ertragfähig gemacht, dann aber in einzelne Höfe zu durchschnittlich 15 Hektar aufgeteilt. In Koppelow in Mecklenburg wurden so nach vierjähriger Zwischen- und Aufbauwirtschaft 38 Familien angesiedelt. Diese von den Artamanen bevorzugte Gruppensiedlung bedeutete keine Kollektivwirtschaft. Nur bei Erschließung und Aufbau der Siedlung wurde gemeinschaftlich vorgegangen.

### Mitglieder
Hentschel leitete zwar formal den Verein bis 1927, als Kanzler fungierte jedoch Friedrich Schmidt, bis dann das NSDAP-Mitglied Hans Holfelder das Amt übernahm. Hauptsitz war Halle (Saale). Weitere führende Köpfe im Verein waren die schon genannten Bruno Tanzmann von der Deutschen Bauernhochschule, Wilhelm Kotzde-Kottenrodt, Gründer und Führer der Adler und Falken, und August Georg Kenstler, Herausgeber der Zeitschrift Blut und Boden. Viele Artamanen waren zugleich Mitglieder der Adler und Falken, die ein eigenes Artamanenamt einrichteten und in ihrem Zwiespruch die Sonderbeilage Der Artamane herausgaben. Zuständig dafür war Hans Teichmann, der spätere Hauptschriftleiter der Zeitschrift Die Kommenden.
Die Angehörigen der Artamanen kamen aus folgenden Jugendbünden und -gruppierungen: Adler und Falken, Fahrende Gesellen, Wandervogel Deutscher Bund, Pfadfinderbewegung, Quickborn, Freischar Schill, Schilljugend, Sudetendeutscher Wandervogel, Österreichischer Wandervogel, Finkensteiner Bund, Bund der Lichtfreunde; von den Wehrbünden: Wehrwolf, Mitglieder der SA und der NSDAP, Jungdeutscher Orden, Jungstahlhelm, Kyffhäuserbund; dazu kamen Jungbauern, zahlreich aus Siebenbürgen, und später Angehörige der Sozialistischen Arbeiterjugend.
1927 gründete Georg Wilhelm Schiele eine „Gesellschaft der Freunde der Artamanenbewegung“ und warb in finanzkräftigen Kreisen um Unterstützung.
Zu den Mitgliedern gehörten einige später prominente Nationalsozialisten wie der Reichsbauernführer Richard Walther Darré, sein enger Mitarbeiter Horst Rechenbach, der Auschwitz-Kommandant Rudolf Höß, der Ministerpräsident von Mecklenburg Walter Granzow, der Leiter des Hauptschulungsamtes der NSDAP, der schon erwähnte Friedrich Schmidt und der Reichsführer SS Heinrich Himmler, der am 21. Dezember 1929 auf dem Reichsthing der Artamanen in Freyburg an der Unstrut als Gauführer des Bundes Artam in Bayern bestätigt wurde, zu dem er Mitte 1928 von Holfelder ernannt worden war. Als Redner auf der Veranstaltung in Freyburg waren versammelt: Der völkische Schriftsteller Georg Stammler, Max Robert Gerstenhauer, Hans Severus Ziegler, Ernst Niekisch, Friedrich Muck-Lamberty, Kleo Pleyer, Alfred Rosenberg und Baldur von Schirach.

### Niedergang und Spaltung
Auf dem Reichsthing 1929 kam es zur Spaltung des Bundes Artam. Die Mehrheit um die Bundesführung schloss die Minderheit aus, die sich daraufhin als „Die Artamanen. Bündische Gemeinden für Landarbeit und Siedlung“ in einem eigenen Bund mit Fritz Hugo Hoffmann als Bundesführer konstituierte. Damit begann der Niedergang der Bewegung. Die noch im Anfang stehende Siedlungstätigkeit der Artamanen kam zu Ende.
Nach der Auflösung und dem Verbot aller übrigen Organisationen der bündischen Jugend und der freien Jugendbewegung im Zuge der Gleichschaltung durch die Nationalsozialisten wurde der Bund der Artamanen als einzige Ausnahme am 7. Oktober 1934 korporativ in die Hitlerjugend (HJ) übernommen und bildete den Kern des späteren Landdienstes der HJ.

## Abzeichen der Artamanen

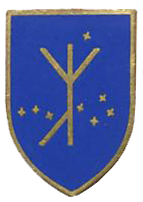
Artamanen-Abzeichen

Das Artamanen-Abzeichen zeigt eine Binderune, zusammengesetzt aus der Man-Rune und der Ar-Rune, entnommen aus dem „Armanen-Futhark“ von Guido von List. „Man“ bedeutet „Mensch“ und „Ar“ bedeutet „Acker“. Diese Binderune soll den erdverbundenen Menschen als Hüter der Scholle symbolisieren. Die acht Sterne stellen den Polarstern und die sieben Sterne des Großen Wagens dar.
1942 genehmigte der Reichsjugendführer „in Würdigung des Verdienstes der Artamanenbewegung“, dass das alte Artamanen-Abzeichen (blauer Schild mit Binderune und acht Sternen) zum Dienstanzug der HJ von ehemaligen Angehörigen des NS-Bundes der Artamanen und des Bundes Artamanen e. V. getragen werden kann. Das Abzeichen wurde auf der linken Brusttasche unterhalb des Parteiabzeichens getragen.

## Rezeption
Die Gesamtzahl junger Menschen, die zwischen 1920 und 1933 in der Artamanenbewegung tätig gewesen sind, liegt zwischen 25.000 und 30.000. Im September 1966 wurde erstmals ein „Artam-Rundbrief“ von und für alte Artamanen verschickt, aus dem später die „Artam-Blätter“ eines „Freundeskreises der Artamanen“ hervorgingen, der sich regelmäßig zu einem Bundestreffen in Oberwesel traf, bis er 2001 aufgelöst und in den „Überbündischen Kreis“ überführt wurde.
In Form eines dystopischen Romans wurde die Artam-Idee 2007 von Volkmar Weiss wieder aufgegriffen.

## Neo-Artamanen
Seit Anfang der 1990er Jahre haben sich mehrere Gruppen zwischen Teterow und Güstrow in Mecklenburg-Vorpommern angesiedelt, die an die Tradition der Artamanen anknüpfen und gelegentlich als „Neo-Artamanen“ bezeichnet werden.
1992 wandten sich 10 bis 20 Jüngere aus den Siedlungen an den völlig überalterten Freundeskreis und stellten auf dem Bundestreffen das „Konzept Koppelow“ vor. Sie kamen aus verschiedenen völkischen neurechten Jugendbünden wie zum Beispiel dem Deutsch-Wandervogel, den Fahrenden Gesellen, dem Freibund und der Niedersächsischen Volkstumsjugend. Im Rundbrief der Artamanen sprach man von dem Ziel, „eine organisch wachsende Siedlung kulturbewußter Menschen im Herzen Deutschlands“ aufzubauen.
Die modernen Siedler entstammen heterogenen Gruppen wie den Freien Kameradschaften, der NPD oder auch religiös-esoterischen Organisationen. Auch ideologisch sind sie nicht mit den Alt-Artamanen gleichzusetzen – der ideologische Unterbau der Neu-Siedler ist wesentlich differenzierter; es geht auch um die gezielte Ansiedlung in bestimmten Gebieten, um eine rechtsextreme Alltagskultur lokal zu etablieren. Als Erkennungszeichen wird die Irminsul verwendet, der sogenannte Weltenbaum, bereits Symbol der von Heinrich Himmler als SS-Forschungseinrichtung gegründeten Forschungsgemeinschaft Deutsches Ahnenerbe.
Viele der Bauern knüpften mit ihren Konzepten an „Aspekte von Esoterik, Öko-Bewegung und Tierschutz an“, so die Amadeu Antonio Stiftung. Andrea Röpke schreibt: „Es herrscht ein Klima des Auserwähltseins. Sendungsbewusst sollen die Menschen in den Dörfern missioniert werden.“ Das Portal Endstation Rechts nennt diese Siedler „völkisch“ und „rechtsgesinnt“. Marius Hellwig von der Amadeu Antonio Stiftung beschreibt die Neo-Artamanen als „eine Elite innerhalb der Rechten. [...] Sie pöbeln nicht, sind nicht tätowiert, zeigen keine Naziflaggen. Sie verhalten sich unverdächtig, brav.“
Der Grundgedanke wird von weiteren rechtsextremen Gruppierungen aufgegriffen: „gezielte Ansiedlung gleichgesinnter Personen samt Schaffen und Ausleben eigener Infrastrukturen und Netzwerke“. Propagiert wird dies unter anderem von der rechtsextremen Kleinstpartei Der III. Weg.